# Новая Потловка
 Новая Потловка  — деревня в Колышлейском районе Пензенской области. Входит в состав Потловского сельсовета.

## География
Находится в южной части Пензенской области на расстоянии приблизительно 6 км на запад-северо-запад от районного центра поселка Колышлей.

## История
Основана как выселок из Старой Потловки до 1911 года. Численность населения: 231 человек (1911 год), 351 (1926), 134 (1959), 56 (1979), 23 (1989), 6 (1996).

## Население
Население составляло 7 человек (русские 100 %) в 2002 году, 13 в 2010.